# Elanus scriptus
Il nibbio aliscritte (Elanus scriptus Gould, 1842) è una specie di uccello della famiglia degli Accipitridi. È un piccolo, raro e irrompente rapace australiano presente nelle regioni centrali del continente. L'adulto è un rapace piccolo e grazioso, prevalentemente grigio chiaro e bianco, con spalle nere e occhi rossi. È simile nell'aspetto al nibbio bianco australiano, ma presenta un caratteristico disegno nero sul sottoala a forma di «M», ben visibile quando è in volo. Durante il giorno rimane appollaiato tra le chiome degli alberi e va a caccia di notte: si tratta, in effetti, dell'unico Accipitriforme dalle abitudini completamente notturne. Come tutti gli Elanini, è un predatore specializzato nella cattura dei roditori, che caccia restando sospeso a mezz'aria sopra le praterie e i campi.

## Descrizione
Con una lunghezza di 33–38 cm, un'apertura alare di 85–95 cm e un peso di circa 291 g, il nibbio bianco aliscritte adulto ha un piumaggio grigio con testa e regioni inferiori bianche. Il margine anteriore della parte interna dell'ala presenta un caratteristico disegno nero allungato, che ricorda una lettera «M» o «W» quando l'uccello è in volo. Quando è appollaiato, questo disegno dà l'impressione che l'uccello abbia le spalle nere. Gli occhi, rossi, sono circondati da macchie nere. Le narici sono gialle e il becco, di forma uncinata, è nero. Anche zampe e piedi sono gialli, e questi ultimi presentano due dita rivolte in avanti e uno rivolto all'indietro. La femmina si distingue per il vertice di un grigio più intenso.
La specie si distingue dal nibbio bianco australiano per la «M» o «W» sulla parte inferiore dell'ala e per la mancanza di piume nere all'estremità delle ali. In volo, batte le ali più lentamente e profondamente. Infine, l'ultima specie ha abitudini diurne, non notturne.
Il richiamo è costituito da un cinguettio simile a quello di un pollo o da un forte strillo ripetuto.

## Distribuzione e habitat
L'habitat abituale del nibbio aliscritte è costituito dalle regioni aperte semiaride, cespugliose o erbose, del cuore arido del continente, quali la Channel Country e la Gulf Country del Queensland occidentale e l'interno del Territorio del Nord. Il suo areale può espandersi verso sud in seguito alla proliferazione dei roditori. La specie è stata avvistata nei pressi di Broken Hill, all'estremità occidentale del Nuovo Galles del Sud, mentre un esemplare morto è stato trovato su una strada di Inverell, nel nord dello stesso stato, nel 1965 e un altro esemplare è stato avvistato nella stessa località l'anno successivo; altri esemplari sono stati avvistati nella regione del lago Eyre, nel nord dell'Australia Meridionale.

## Biologia

### Alimentazione
Il nibbio aliscritte è l'unico Accipitriforme esclusivamente notturno. Sua preda principale è il ratto dal pelo lungo, Rattus villosissimus. Quando il numero di questi roditori sale improvvisamente, a seguito di una buona stagione piovosa, i nibbi sono in grado di riprodursi in continuazione, formando colonie, così che anche il loro numero cresce all'improvviso parallelamente a quello delle prede. Quando il numero di roditori cala, i nibbi, divenuti numerosissimi, possono disperdersi e fare la loro comparsa in aree costiere lontane dal loro solito areale dove, sebbene talvolta possano riprodursi, non riescono a sopravvivere e alla fine scompaiono. Nel corso di uno studio di due anni e mezzo effettuato nell'Australia centrale, i nibbi si erano trasferiti in un'area entro sei mesi dall'inizio della proliferazione dei roditori.
Nell'Australia centrale, la specie condivide l'habitat con un altro cacciatore notturno di roditori, il barbagianni (Tyto alba), ma quest'ultimo preferisce roditori più grandi, come il ratto delle pianure (Pseudomys australis), mentre il nibbio cattura specie di ogni sorta, compresi il topo delle sabbie (Pseudomys hermannsburgensis) e il topo saltatore dello spinifex (Notomys alexis), quando sono disponibili. Complessivamente, ogni nibbio bianco alisegnate consuma un roditore al giorno. Tra gli altri predatori con cui la specie condivide l'habitat figurano dingo, gatti rinselvatichiti e volpi.
Il nibbio aliscritte è stato visto dare la caccia al topo domestico Mus musculus, introdotto dall'uomo, nel nord-est dell'Australia Meridionale.

### Riproduzione
La stagione riproduttiva va generalmente da luglio a novembre. Il nido è costituito da una grande struttura fatta di ramoscelli, bassa e disordinata, situata generalmente tra il fogliame nei pressi della cima degli alberi, a cinque metri o più di altezza dal terreno. L'interno è foderato con foglie verdi e altro materiale, come borre rigurgitate. Durante le proliferazioni di roditori, quando c'è dunque maggiore disponibilità di cibo, su un unico albero possono essere scorti più nidi. La covata consiste di tre o quattro, o raramente cinque o perfino sei, uova di colore bianco sporco che misurano 44 × 32 mm, picchiettate di rosso-marrone e dalla forma affusolata e ovale. Le macchioline sono spesso più numerose attorno all'estremità maggiore dell'uovo. La femmina cova le uova per 30 giorni, e i piccoli rimangono nel nido per circa 32 giorni.

## Tassonomia
Il nibbio liscritte venne descritto per la prima volta dall'ornitologo John Gould nel 1842. L'epiteto specifico deriva dal termine latino scriptum, cioè «scritto» o «segnato». È una delle quattro specie di piccoli rapaci dal piumaggio prevalentemente bianco del genere Elanus. Secondo una proposta tassonomica basata sulle analisi del DNA questi nibbi andrebbero considerati una famiglia distinta (quella degli Elanidi). Uno studio del 2004 sulle sequenze del DNA del citocromo b mostra che questi uccelli si sono separati dagli altri Accipitridi tipici prima del falco pescatore, che è stato classificato in una famiglia a sé stante.
In Australia centrale, a sud-ovest di Alice Springs, gli aborigeni Pitjantjatjara chiamano il nibbio aliscritte nyanyitjira.